# Großer Daumen
Der Große Daumen ist ein 2280 m ü. NHN hoher Berg der Daumengruppe in den Allgäuer Alpen.

## Lage und Umgebung
Unterhalb des Großen Daumens liegen die kleinen Bergseen Laufbichlsee, Koblatsee und Engeratsgundsee.

## Besteigung
Der Gipfel ist als Bergwanderung von der Station Höfatsblick (1924 m) der Nebelhornbahn erreichbar. 
Er ist auch Endpunkt des Hindelanger Klettersteigs, der vom Nebelhorn zum Großen Daumen führt.

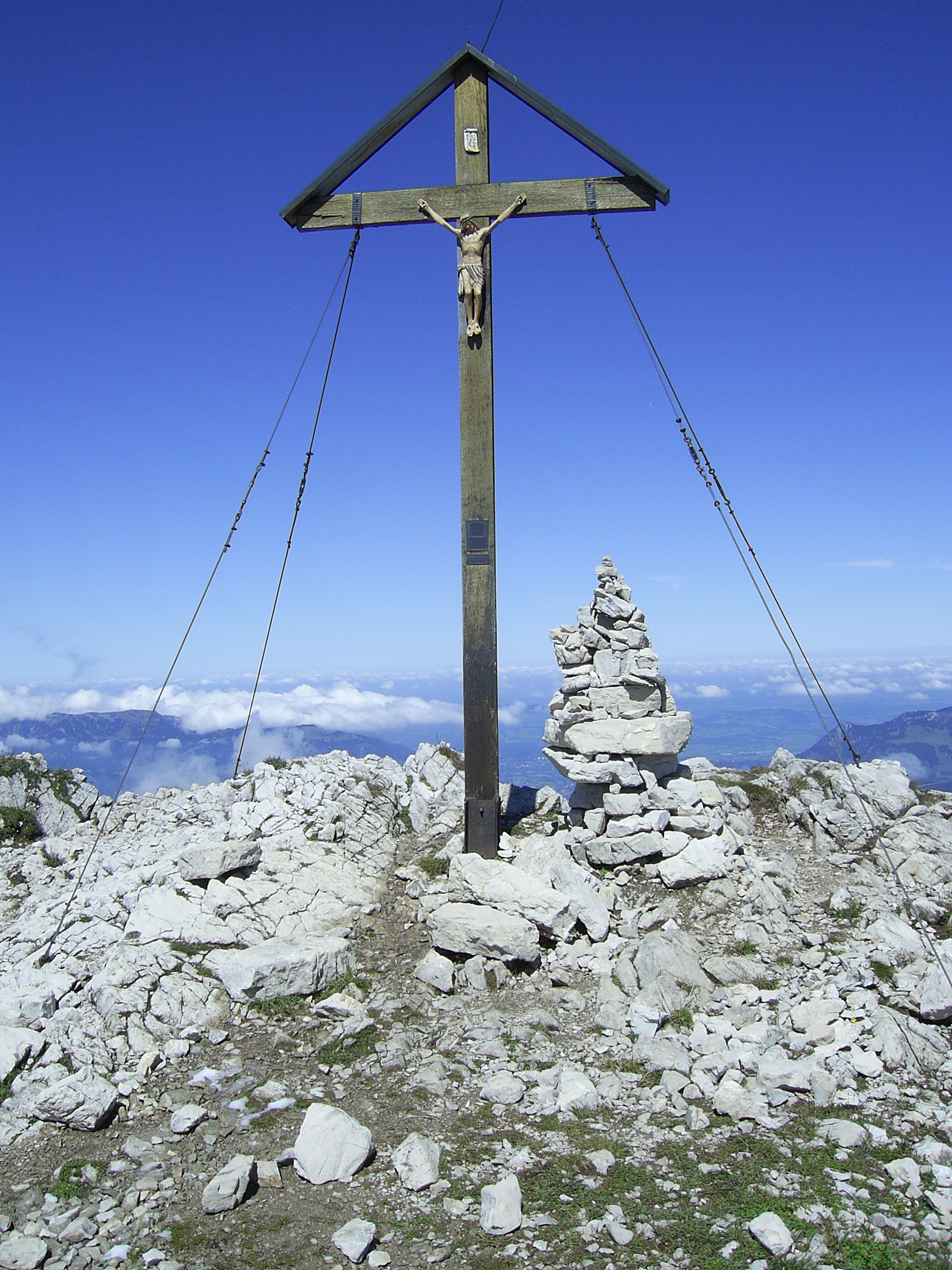
Gipfelkreuz